# Gårdtjärnen (Gideå socken, Ångermanland, 704639-164474)
Gårdtjärnen är en sjö i Örnsköldsviks kommun i Ångermanland och ingår i Idbyåns huvudavrinningsområde.